# Eugenio Corecco
Eugenio Corecco, né le 3 octobre 1931 à Airolo et mort le 1er mars 1995 à Lugano est un prêtre suisse, évêque catholique du diocèse de Lugano de 1986 à 1995.

## Biographie
Eugenio Corecco est né le 3 octobre 1931 à Airolo. Il est ordonné prêtre le 7 octobre 1955 par Angelo Jelmini. Il fait ensuite des études de théologie à Rome, un doctorat en droit canon à Munich puis une licence en droit civil à Fribourg. Il est ensuite professeur de droit canon à la faculté de théologie de l'université de Fribourg de 1969 à 1986 et doyen de la faculté de théologie de 1979 à 1981. À la demande de Jean-Paul II, il fait partie de la commission de travail pour sur le code de droit canonique de 1983.
Il est nommé évêque de Lugano le 5 juin 1986 à la suite de la démission d'Ernesto Togni (en) pour raison d'âge. Il est ordonné par Henri Schwery, avec Pierre Mamie et Ernesto Togni (en), le 29 juin 1986 dans la cathédrale de Lugano.
Il participe au synode des évêques de 1990. 
En 1990, une tumeur est découverte sur sa colonne vertébrale qui lui cause des problèmes de santé dans les années suivantes,.
En 1993, il est réélu pour un deuxième mandat de six ans comme président de l'Association internationale des canonistes.
En mai 1994, il reçoit un doctorat honoris causa de l'université de Lublin pour « [son rôle] lors du congrès mondial des canonistes tenu à Lublin l’an dernier ainsi que son activité à la présidence de l’Association mondiale des canonistes ». En novembre 1994, il reçoit le « sceau d’or » de l'université de Bari pour son service à la science et la culture dans le cadre d'une journée d'étude en hommage à son œuvre scientifique. 
Début 1995, son état de santé s'aggrave à nouveau, et il décède le 1er mars 1995 à Lugano d'un cancer à la colonne vertébrale,,. 
Ses funérailles sont célébrées le 5 mars 1995 par le cardinal tessinois Gilberto Agustoni.